# Märta Stenevi
Anna Märta Viktoria Stenevi (født Wallin, 30. marts 1976 i Allhelgonaförsamlingen i Lund) er en svensk politiker fra Miljöpartiet. Märta Stenevi har været talsperson for Miljøpartiet siden januar 2021. Fra februar til november 2021 var hun Sveriges ligestillings- og boligminister.

## Biografi
Stenevi har en handelsskoleeksamenen i markedsføring samt en uddannelse i projektledelse. Hun har også studeret litteraturvidenskab, film, forlagskundskab og virksomhedsøkonomi ved Lunds universitet men uden at aflægge eksamener. Hun har i omkring 15 år arbejdet inden for bogbranchen, blandt andet som markedschef hos Bokus og indkøbchef hos IMP Nordic.
Stenevi er samboende og har tre børn. Hun bor i Malmø.

### Politisk karriere
Hun har været medlem af regionsrådet i Skåne 2014–2016, byrådet i Malmø 2016–2019 og Miljøpartiets partisekretær 2019–2021. Ved Europa-Parlamentsvalget 2019 i Sverige var hun nummer syv på Miljøpartiets liste og blev ikke valgt.
Märta Stenevi var en af kandidaterne ved Miljøpartiets valg af talsperson i 2021. Hun blev valgt til posten 31. januar 2021 og efterfulgte Isabella Lövin.
5 februar 2021 blev hun udnævnt til ligestillings- og boligminister.